# KS Близнецов
KS Близнецов (лат. KS Geminorum) — одиночная переменная звезда в созвездии Близнецов на расстоянии (вычисленном из значения параллакса) приблизительно 22 023 световых лет (около 6 752 парсек) от Солнца. Видимая звёздная величина звезды — от +16m до +15m.
Открыта Куно Хофмейстером в 1966 году.

## Характеристики
KS Близнецов — жёлтая пульсирующая переменная звезда типа RR Лиры (RR) спектрального класса G. Эффективная температура — около 5545 К.